# Brave, The Film
Brave – krótka filmowa wersja albumu Brave wyreżyserowana przez Richarda Stanleya, wydana niedługo po albumie. Teledyski z płyty są częściami tego filmu. Wznowiony w 2004 roku.

## Spis utworów
1. "Bridge"
2. "Living with the Big Lie"
3. "Runaway"
4. "Goodbye to All That"
5. "Hard as Love"
6. "The Hollow Man"
7. "Alone Again in the Lap of Luxury"
8. "Brave"
9. "The Great Escape (Spiral Remake)"
10. "The Great Escape (Orchestral)"

Bonusy DVD:
- "The Making of Brave Documentary"